# Mount Sellery
Mount Sellery är ett berg i Antarktis. Det ligger i Västantarktis. Nya Zeeland gör anspråk på området. Toppen på Mount Sellery är 4 000 meter över havet, eller 808 meter över den omgivande terrängen. Bredden vid basen är 3,8 km.
Terrängen runt Mount Sellery är bergig norrut, men söderut är den kuperad. Trakten är obefolkad. Det finns inga samhällen i närheten. 